# Shenzhen (bande dessinée)
Pour les articles homonymes, voir Shenzhen (homonymie).
Shenzhen est une bande dessinée autobiographique de Guy Delisle dans laquelle celui-ci relate ses impressions à la suite d'un séjour dans la ville du même nom en Chine.
Il y travaillait comme directeur de l'animation de la série animée Papyrus.

## Résumé
Cette bande dessinée autobiographique raconte la période qu’a vécue Guy Delisle en Chine, en tant que directeur d’un studio d’animation. Il y note ses rencontres, ses expériences de vie comme ses découvertes culinaires ou sa découverte d’une grande différence entre les cultures européenne et chinoise, et surtout sa difficulté à comprendre et à se faire comprendre dans cette société qu’il ne connaît pas et qu’il ne comprend pas. Il nous présente la société chinoise du point de vue d’un étranger. 

### Documentation
- Olivier Maltret, « Happé par la Chine », BoDoï, no 30,‎ mai 2000, p. 10.